# هنری روزلر
هنری روزلر (انگلیسی: Henri Roessler; ۱۶ سپتامبر ۱۹۱۰ – ۱۸ سپتامبر ۱۹۷۸) بازیکن فوتبال و مربی فوتبال اهل فرانسه بود.
از باشگاه‌هایی که در آن بازی کرده‌است می‌توان به باشگاه فوتبال استراسبورگ، باشگاه فوتبال استاد رنس، باشگاه فوتبال تروا، اشاره کرد.
وی همچنین در تیم ملی فوتبال فرانسه بازی کرده‌است.